# Desa Cidolog (administrativ by i Indonesien, lat -7,42, long 108,44)
Desa Cidolog är en administrativ by i Indonesien.   Den ligger i provinsen Jawa Barat, i den västra delen av landet, 220 km sydost om huvudstaden Jakarta.